# 玄倉川水難事故
玄倉川水難事故（くろくらがわすいなんじこ）は、1999年（平成11年）8月14日に神奈川県足柄上郡山北町の玄倉川で発生した水難事故。川の中州でキャンプをしていた横浜市の廃棄物処理会社に勤める社員やその家族、友人の18人が熱帯低気圧の大雨による増水によって流され、13名が死亡した。

## 現場の地理

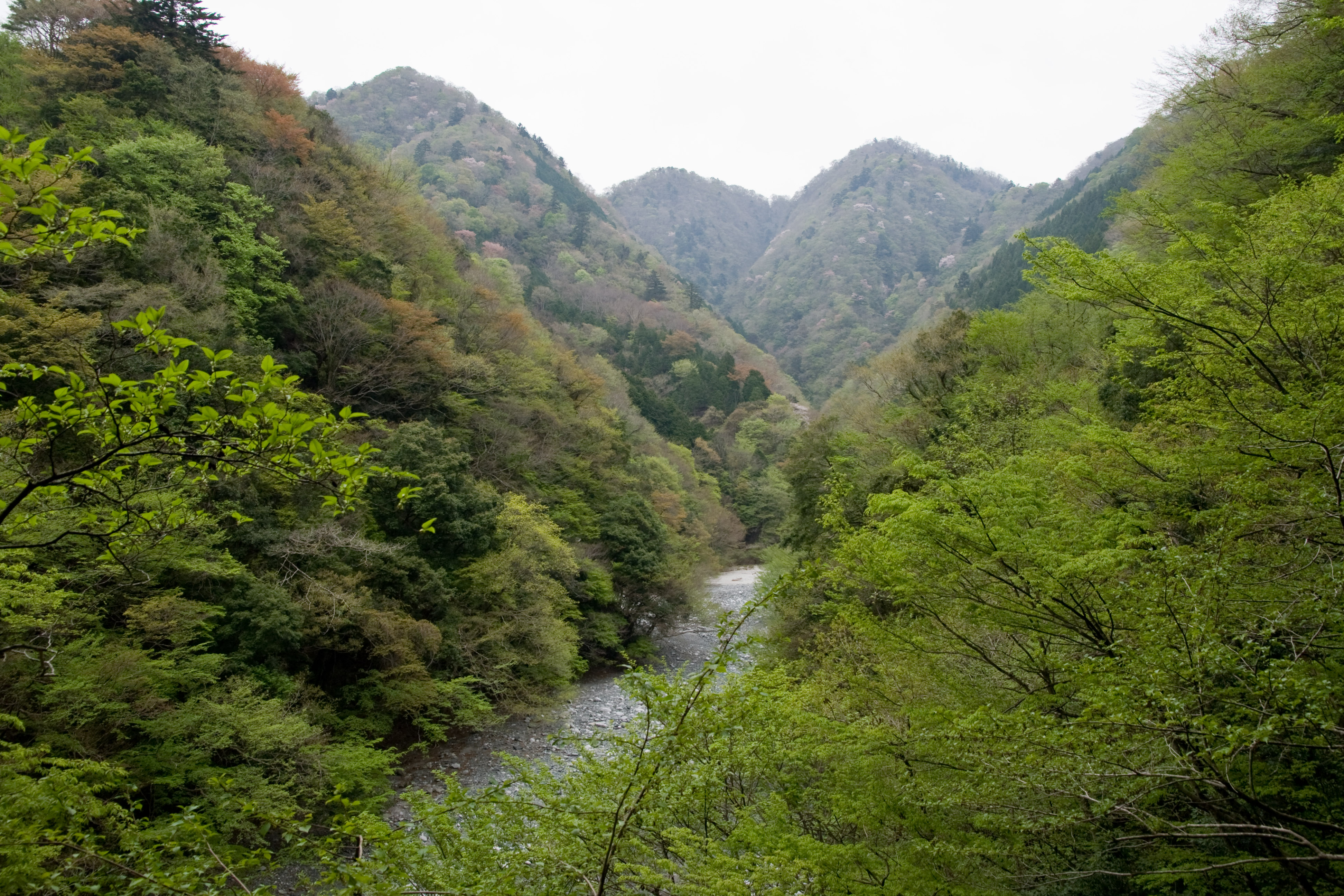
事故現場より上流の玄倉川は急峻な地形をなしており、ユーシン渓谷と呼ばれている。

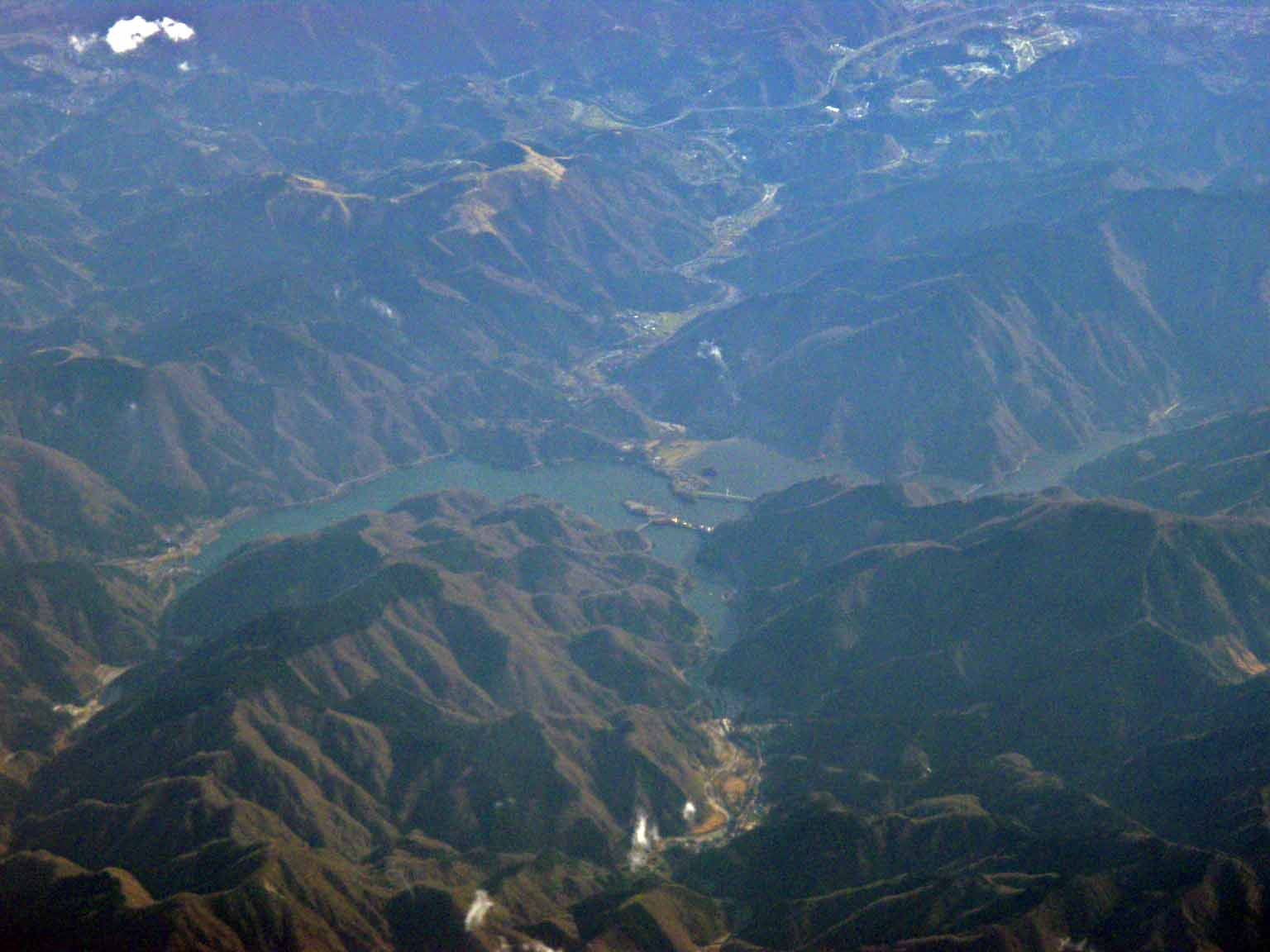
丹沢湖（左下端が現場付近）

酒匂川水系に属する玄倉川は標高1,673メートルの丹沢山地最高峰である蛭ヶ岳、檜洞丸、塔ノ岳を始めとする急峻な山を水源とする。丹沢山地は、登山口が小田急小田原線沿線ということもあって登山者が多いが、相模湾からの湿った暖かい空気を高い標高で引き受けることから冬季を除いて降水量が多く、また地形的にもかなり険しい山地である。
地理的には、玄倉ダム付近から上流は特に渓谷となっており、ユーシン渓谷など難しい沢登りのコースが数多くあることでも登山者に知られている。
気象条件と地理条件を考慮すると、玄倉川は降雨量によっては急激に水位を増す可能性の高い渓谷である。玄倉ダムも渓谷を堰き止める形で建設されたものである。遭難現場は、砂防用に造られた立間堰堤上流の水流が湾曲する地点に広がった堆砂地で、河床幅は約100メートル、堰堤より2メートル高かった。冒頭に掲げた遭難現場の写真からは傾斜の少ない地形がキャンプの適地にもみえるが、植生があまりない場所であることからも窺えるように、豪雨の際は水没する地点である。

## 気象状況
1999年の夏は、平年では日本の東海上の北緯30度付近にある太平洋高気圧の中心が40度付近にまで北上した。この結果、北日本と東日本は猛暑、四国や九州は曇りや雨模様が続く「東高西低」の気象になり、8月上旬の札幌での平均最高気温が那覇を上回る異常気象だった。また、通常では珍しい北緯20度以北での熱帯低気圧の発生が多数みられ、台風に発達するエネルギーは得られないものの、日本列島に頻繁に接近、上陸して不安定な天気をもたらした。7月23日には長崎県の諫早市で1時間に101ミリと当該観測地点における記録を更新する集中豪雨が観測され、市内全域に避難勧告が発令されるなど、各地で水害が生じていた。
この当該事故の原因となった大雨をもたらした熱帯低気圧も、8月13日に紀伊半島の南海上で発生したものである。この熱帯低気圧は、勢力は弱かったが濃い雨雲を伴っていた。さらにオホーツク海で発達した高気圧に押されて速度が遅くなったため、東北地方から九州地方にかけての各地に局地的豪雨をもたらした。14日には関東南岸へ、15日には本州を縦断して能登半島付近へと進んだが、特に雨雲が発達した関東地方では、所により1時間に30から50ミリの強い雨になった。
埼玉県の秩父郡大滝村（現・秩父市大滝）では13日の降り始めから14日夜までの雨量が420ミリを超えたほか、神奈川県の津久井郡相模湖町（現・相模原市緑区相模湖）などでも300ミリを超えた。
事故現場近くにある丹沢湖のアメダスには、事故前日13日の20時ごろから1時間あたり10ミリを超える大雨が、断続的に降り続いていたことが記録されている。増水が著しくなった8時までの総雨量は114ミリで、特に救助活動が開始された10時には、1時間に38ミリという土砂降りになっていた。雨が上がるまでの累計雨量は、最終的には29時間で349ミリが記録されている。ただし事故現場周辺は、上記のような地理的条件から恒常的に雨量の多い地点で、29時間で349ミリという値は決して珍しいものでない。
13日17時22分に毎日新聞が速報した気象情報は、次のような内容だった。

## 玄倉ダム放流操作
このダムは、下流にある玄倉第一発電所（水力発電所）への発電用水を取水するために設けられている。河川法第44条1項に於けるダムの基準「高さ15.0メートル以上」の規定より50センチ低いためダムとしては扱われず、堰として扱われる。また、この玄倉ダムは一般的に想像されるダムのように水を溜め込んで洪水を防ぐようなダムではなく、貯水容量が極めて小規模な取水堰である。
このような小規模な発電用ダムや堰の場合、増水（洪水）時には速やかなゲートの開放が要求される。洪水調節を目的に持つダムの場合は、あらかじめ雨季の前に貯水池の水位を下げ、洪水が起きても貯水池に水を蓄える機能を持っているが、玄倉ダムの場合は洪水調節機能を持たないばかりか、貯水池自体もきわめて容量が小さいため、洪水が起これば空の状態から数時間も待たずに満水となる。
玄倉ダムにおいては、貯水池への流入量が毎秒50立方メートルを超えた状態を「洪水」として放流を含めた操作を規定しているが、事故当時の流入量は毎秒100立方メートルであり、流入量と貯水容量の比から満水までの時間を算出すると、仮に貯水池が空であったとしても約7分程度で満水となる計算となる。従って、事故当時はこれより短い時間で満水になったことが推測される。

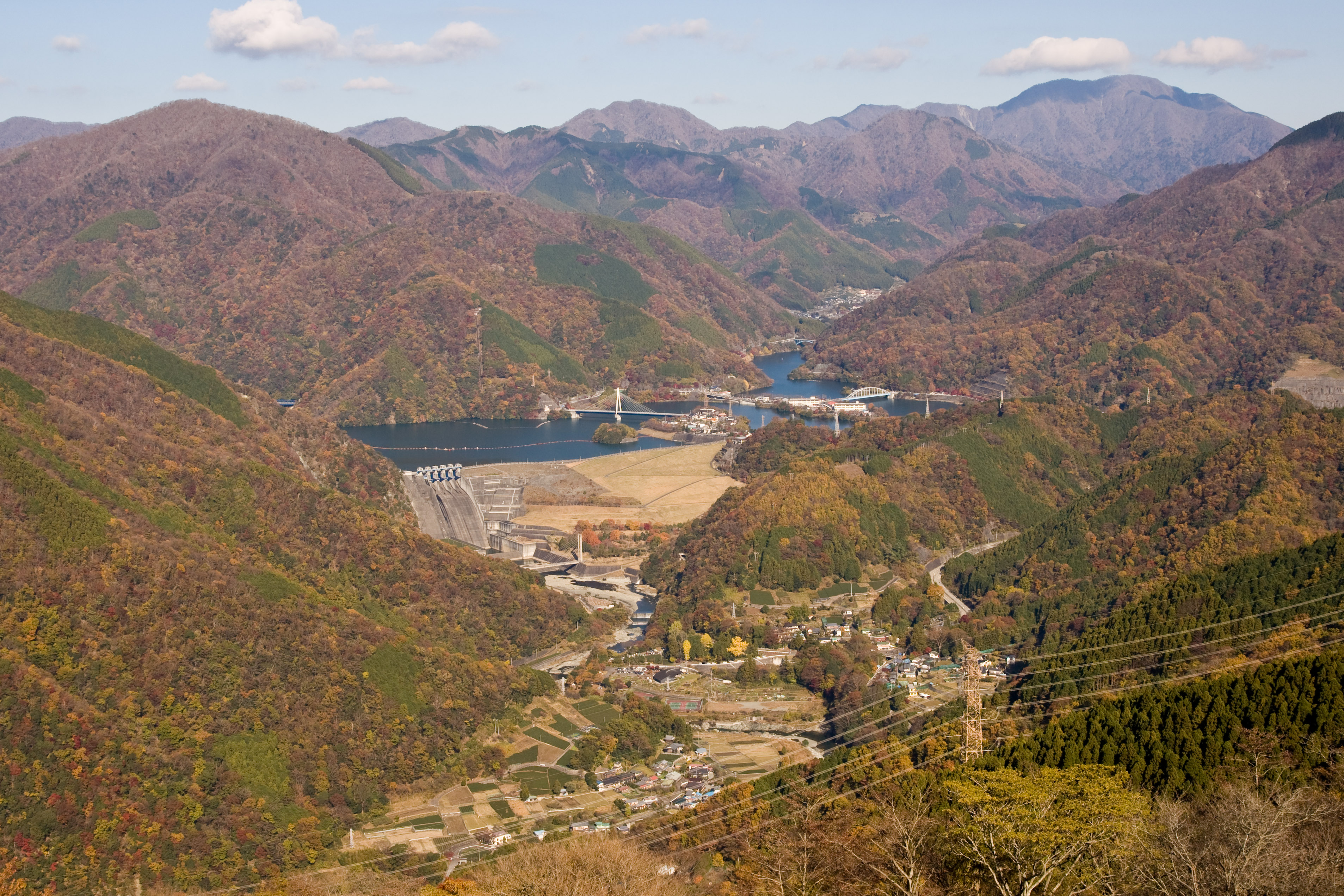
三保ダムと丹沢湖。

事故当時は玄倉ダムの操作に対する疑問も呈されたが、仮にゲートを開けなければゲート上もしくはダム堤体上を洪水が越流する（堤体越流）が起き、ダム自体が決壊してしまう。洪水時における洪水調整機能を持つダムの放水は特例操作を行うことと同義であり、ダム流入水量と放流水量が同量で洪水調整機能を果たせていない深刻な状態である。
ダムの下流には大規模な多目的ダムである三保ダム（丹沢湖）があり、玄倉ダムが決壊した場合、三保ダムの堤体にも重大な影響を与える可能性がある。三保ダムは土砂、粘土、岩石で河川を堰き止めるロックフィルダムであるため、堤体越流に弱い。三保ダムは洪水調節機能を有するため貯水池である丹沢湖には余裕があったものの、万が一堤体越流が起こった場合、三保ダム決壊という最悪の結果につながっていた。仮に決壊となれば、下流の小田原市をはじめとする深刻な人的被害が想定され、ダム管理者はこうした危険を回避するため、玄倉ダムゲートを全開にしたとしている。
神奈川県警察の要請により、ダムの放流が一時的に停止しているが同様の対応として1968年（昭和43年）8月18日、岐阜県で発生した飛騨川バス転落事故で、要請を受けた中部電力が水力発電用取水堰であった上麻生ダム（飛騨川）の放流を断続的に停止したという前例がある。しかしこのときは本来のダム操作規定に沿ったものではなく、被害者捜索のために特例的に行われた措置である。

## 事故の経過

### 1999年8月13日

#### 降水の開始
降水が始まったのは15時頃である。当時隆盛しつつあった「オートキャンプ・ブーム」に加え、ペルセウス座流星群の極大、さらにお盆休みの時期にあたり、遭難した横浜市内の廃棄物処理業者一行を含め、玄倉川ではこの日、キャンプ指定地外の6か所に50張ほどのテントが張られていた。一方、16時50分には神奈川県に大雨洪水注意報が発表された。

#### 退避勧告
15時20分ごろ、ダム管理職員が1回目の巡視を行い、ハンドマイクで行楽客に増水と水位上昇の危険性を警告し、退避を促したところ、大部分の行楽客はこの警告に従って水際から退避した。一方で、事故に遭った一行からの反応は冷ややかだった。一行25人のうち4人は日帰り参加のため、19時頃に野営地を離れて帰宅した。
19時35分ごろに雨足が激しくなり、事故現場の5キロ上流の玄倉ダムによって放流予告のサイレンを鳴らされた。50分頃には、ダム管理職員が2回目の巡視を行い、一行に直接、中州から退避するよう勧告したが、また拒否された。20時6分、ダム管理事務所がこれ以上は危険と判断し、警察官からも退去命令をしてもらうため、神奈川県松田警察署に通報した。
20時20分、玄倉ダムが放流を開始した。これを受けて21時10分、ダム管理職員と警察官が退避勧告を行った。中州と岸辺の間の水流は勢いを増し、直接勧告することは不可能だった。一行のうち、比較的年齢の高い社員とその妻ら3名は指示に応じて中州を離れ、自動車に退避した。拡声器を用い安否と人数を確認すると「大丈夫」という反応だった。 警察官は、万一の場合は後方の山に避難するよう告げた。

### 1999年8月14日

#### 救助活動
5時35分、降雨は激しさを増し、気象庁は神奈川県に発表していた大雨注意報を大雨洪水警報に切り替えた。
6時頃、前夜に撤収したメンバーが、川を渡って中州のテントに残っている仲間に中州から避難するよう呼びかけたが、反応は無し。まだ水流は膝下ぐらいの深さで、辛うじて渡渉可能だった。
6時35分、貯水機能のない玄倉ダムは本格的に放流を開始。 7時30分ごろ、警察官が巡回し、テントまで2メートル付近まで近づいて退避を呼びかけるが反応は無く、警察官は現場から離れる。
8時30分頃、すぐ下流の立間堰堤の水深が普段より85センチ高い1メートル程度となり、中州も水没した。膝越し以上の水位の渡渉は、通常の流れであってもザイルがないと大人でも危険であり、増水して急流となった現場は、自力での退避が不可能となった。既にテントは流され岸からの距離は80メートルほどになっており、中州で野営した横浜市内の一行はパニック状態になった。
8時4分には、熱帯低気圧の接近で本格的な暴風雨となり、前夜に岸に避難した社員が消防に119番通報で救助要請を行い、これを受けた足柄上消防組合の本部から救助隊5人が9時7分に現場に到着。渡渉による救助を試みるが、激しい水流のため断念した。リバー・レスキューの要員は配置されておらず、またお盆の土曜日で、組合本部は12人、2つの分署に各5人の当直体制だった。約20人に増えた時間は流失直前の11時半だった。一方、松田警察署も当直体制にあり、まず6人を送り、徐々に増員することとなった。
10時頃、レスキュー隊員11名のうち2名が断崖伝いに対岸に到着。放送局のテレビカメラも現地に到着し、取材を開始する。10時10分には救助ヘリコプターの出動が要請されるが、熱帯低気圧による強風と、複雑な谷合いに低く垂れた濃雲のため二次災害が懸念され、却下された。なお、報道用のヘリコプターも当日は現場に近づけず、上空からの映像は無かった。さらにははしご車による救出も路肩が弱く、安定が維持できないため不可能であり、ロープによる救出以外に方法はなかった。
10時30分頃、レスキュー隊が対岸に救命索発射銃で救助用リードロープの発射を試みるが、対岸の樹木に引っ掛かった。15分後に再びロープが発射されるが、一射目のロープが絡まり、水圧と流木に妨げられてメインロープが遭難者に届かなかった。既にテントは流され、3本のビーチパラソルの支柱を中心に、男性たちが上流側で踏ん張って水流を和らげようとし、中央部に女性や子どもが寄り添って雨風を避け、下流側で乳幼児を抱いた男性が佇んでいる様子の映像がテレビで速報された。

#### 遭難
11時ごろ、玄倉ダムが警察からの要請を受け放流を中止した。しかし玄倉ダムは発電用ダムで貯水能力に乏しいため、すぐに満水となりダム崩壊の危機に直面した。やむなく崩壊防止のため5分で放流を再開。
水深が2メートル近く（胸までの水位）になった11時38分、救援隊や報道関係者の見守る前で18人全員がまとめて濁流に流された。このとき甥である1歳男児を抱いていた男性が咄嗟に子どもを岸に向かって放り投げ、別グループのキャンプ客（東京都鳶職の男性）が危険を顧みず救い上げた。この子どもの父親と姉を含む大人3名、子供1名も対岸に流れ着くが、残りの13名はすぐ下流の立間堰堤から流れ落ちて姿が確認できなくなった。
12時14分、事故現場に現地本部が設置された。数名が泳いでいるとの誤情報に応じ、下流の丹沢湖では大雨のもとでボートによる捜索が開始された。17時には神奈川県の岡崎洋知事が陸上自衛隊に災害派遣を要請した。
19時ごろ、丹沢湖で女性2名の遺体を回収。

### 1999年8月15日

#### 捜索活動
7時頃、警察、消防、自衛隊の救助チームが対岸に流れ着いて夜を過ごした4名（31歳男性と5歳の娘、31歳男性と29歳男性の兄弟）の救助を開始し、8時30分頃に救助した。
同日午後、丹沢湖で2名の遺体を発見。翌日より警察、消防、自衛隊は440人体制で捜索を開始。大雨でダムまで流れ出した流木など浮遊物が多く、捜索は困難を極めた。藤沢市消防局や横浜市消防局、小田原市消防本部、川崎市消防局等の水難救助隊や地元自治体も捜索活動に参加した他、近隣住民も活動支援し、飲料水需要の確保を目的に建設された三保ダムでは捜索協力のため、丹沢湖貯水の大量放水を実施した。その後の天候次第では、小田原市などへの水道水供給に大きく影響した可能性があった。

### 1999年8月29日
自衛隊による捜索活動の打ち切り直前になって、最後まで行方不明だった1歳女児の遺体が発見された。これにより、13名全員の遺体が丹沢湖から収容された。

## 反響

### 報道
一連の水難事故で、河川が増水しキャンプ客が水に流される瞬間までの様子がテレビで中継されたため、世に大きな衝撃を与えた。

### 遭難者への反応
本件事故のテレビでの報道では、一部のワイドショー番組は当初、遭難者たちが流される映像を繰り返し放映した。視聴者から寄せられた遭難者たちの行動に対する見解を読み上げるとともに、事故の経緯や遭難者たちの問題点及び自己責任を指摘するといった内容の放送を行っていた。
しかし、結果的には死亡者が発生する事故となったことで、視聴者から事故の映像に関する放映の是非を問う指摘を受け、ワイドショー側が遭難者らが流される場面の放映を自粛する運びとなった。

### 救出・捜索費用
救助や捜索に要した費用のうち、地元自治体である山北町が負担した額は4,800万円、神奈川県警察が要した費用は同日道志川で発生した別件の水難事故1件と合せて人件費のみで1億円となった。これらの費用は全て公費負担となった。

### 内閣官房長官の叱責
この水難事故の一連の報道に接した当時の小渕恵三内閣の内閣官房長官・野中広務は、当時の防衛庁運用局運用課長だった黒江哲郎（後に防衛省事務次官）と警察庁警備課長を呼び、遭難者救援作業について事情聴取を行い、その際に自衛隊や警察などの対応について厳しく叱責した。黒江らは野中に対して事故救難作業における自衛隊や警察・消防などの対応に限界があったことを説明したのだが、後年になって黒江は「（野中さんは）事故に際して取り得るあらゆる手段を検討したのか? 使えるものを全て使うという発想が出来なかったのか? と問いたかったのだ」との理解に至り、「どんな形でも『必ず結果を出す』ということを心がけるようになった」と語っている。

### 対策
この事故を契機に建設省河川局（現在の国土交通省水管理・国土保全局）では「危険が内在する河川の自然性を踏まえた河川利用及び安全確保のあり方に関する研究会」が開かれた。神奈川県をはじめとする各自治体においても同様の河川の利用と安全に関する議論が行われた。
より強い退去措置が取れなかったのかという反省とともに、救助部隊の装備や訓練の不備を指摘する意見も挙がった。事故発生時現場を管轄していた足柄上消防組合消防本部は、十分な救助体制をとれる様な組織規模を有していなかった。
その後、1996年（平成8年）から協議が行われていた隣接の南足柄市消防本部との組織の統合が2000年（平成12年）4月1日になされ、足柄消防組合消防本部が発足。2013年には小田原市消防本部に統合された。
また、東京消防庁は都内で同様の事故が起きた場合に備えて、2004年（平成16年）に急流救助を専門とするスイフトウォーターレスキューを発隊させた。
この事故が発生するまで、気象庁は中心付近の最大風速が秒速17.2メートル以下の熱帯低気圧を「弱い熱帯低気圧」と呼び、また台風の強さを「弱い」「並の強さ」「強い」「非常に強い」「猛烈な」の5段階で、台風の大きさを「ごく小さい」「小型」「中型」「大型」「超大型」の5段階で表現していたが、それまでの「弱い」「小型」といった表現では、予報を受ける側から見て「大した影響がない」「小雨程度」など軽微なものと誤解される可能性があり、防災上好ましくないということになった。これを受けて気象庁は2000年6月1日より気象情報の発表に際し、「弱い熱帯低気圧」を単に「熱帯低気圧」と変え、台風の強さの「弱い」「並の強さ」、台風の大きさの「ごく小さい」「小型」「中型」の表現を廃止するなどの措置に踏み切った。